# فرودگاه باوندری کاونتی
فرودگاه باوندری کاونتی (به انگلیسی: Boundary County Airport) یک فرودگاه همگانی بهره‌برداری هوایی است که یک باند فرود آسفالت دارد و طول باند آن ۱۲۲۰ متر است. این فرودگاه در شهر بونرز فری، آیداهو کشور ایالات متحده آمریکا قرار دارد و در ارتفاع ۷۱۲ متری از سطح دریا واقع شده‌است.